# Bernardus Johannes Cornelis Dibbets
Bernardus Johannes Cornelis baron Dibbets (naam wordt soms wel geschreven als Dibbetz) (Arnhem, 7 september 1782 - Maastricht, 29 maart 1839) was een Nederlands luitenant-generaal der infanterie, opperbevelhebber van de vesting Maastricht tijdens de blokkade van Maastricht en onder meer ridder in de Militaire Willems-Orde derde klasse.

## Levensloop

### Afstamming
Dibbets was een telg uit het geslacht Dibbets en zoon van de officier van het Bakkerstraat-Vendel te Arnhem Gerrit Jan Dibbets (1745-1813) en diens tweede vrouw Johanna Cornelia van Meurs (1760-1790). Een mogelijke verwant, Herman Maurits Dibbetz (1777 - 1843), had een lange staat van dienst als zeeofficier, werd benoemd tot ridder in de Militaire Willems-Orde en ridder in de Orde van de Nederlandse Leeuw.

### Loopbaan

#### Militair tijdens de napoleontische oorlogen

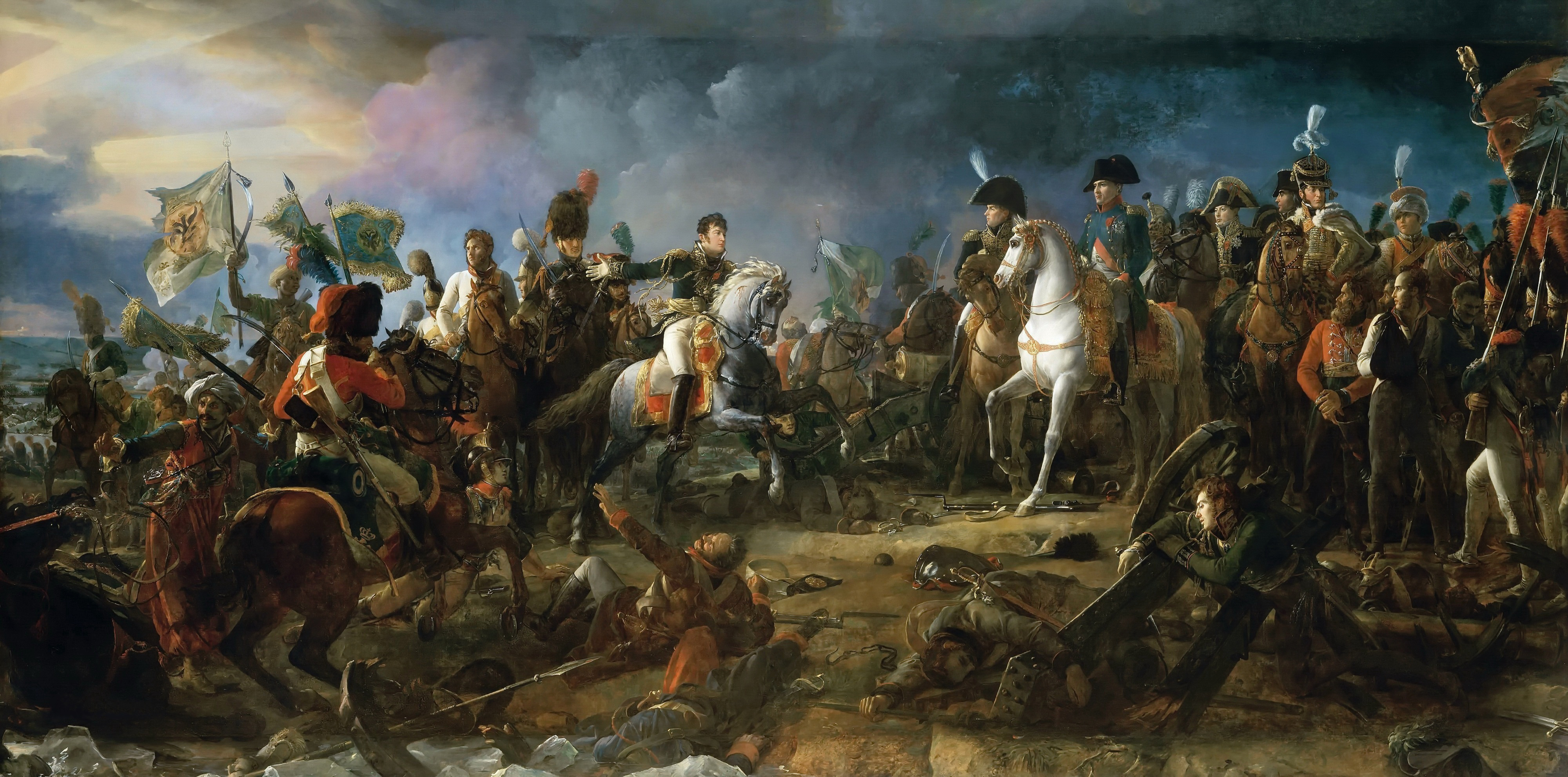
Dibbets nam deel aan de napoleontische oorlogen

Dibbets trad in 1796 als cadet in dienst bij de infanterie, werd in 1800 bevorderd tot tweede luitenant en in 1807 benoemd tot kapitein bij de gardes van koning Lodewijk. Hij werd echter ziek en om die reden overgeplaatst bij het korps veteranen van de gardes; in 1808 werd hij bevorderd tot luitenant-kolonel en benoemd tot commandant van de vesting Delfzijl. Op 21 augustus 1809 werd Dibbets bevorderd tot majoor bij de compagnie licht gewapende soldaten en na de inlijving door Frankrijk benoemd tot majoor-commandant van het regiment kwekelingen. In 1813 werd hij aangesteld als commandant van het zevende regiment tirailleurs van de keizerlijke gardes en nam daarmee deel aan de veldtocht die dat jaar gehouden werd. Hij werd nog datzelfde jaar benoemd tot kolonel van het regiment kwekelingen van de gardes, waarna hij in het begin van 1814 ontslag nam uit het Franse leger.
Bij het Nederlandse leger werd Dibbets aangesteld als kolonel, inspecteur der infanterie en in 1815 bevorderd tot generaal-majoor. Hij werd bij Koninklijk Besluit van 8 juli 1815 nummer 16 benoemd tot ridder in de Militaire Willems-Orde derde klasse voor zijn verdiensten in het verleden. In de jaren die volgden was hij met name actief bij de opbouw en samenstelling van het Nederlandse leger en lid van een commissie, die tot taak had de verschillende onderdelen van het leger samen te stellen. In oktober 1817 vond er een grote inspectie van de infanterie plaats door koning Willem I; onder de generaals, die tot de staf en het onmiddellijke gevolg van de koning behoorden waren de commissaris-generaal van Oorlog F.A. van der Goltz, de luitenant-generaals baron R.D. Tindal, inspecteur-generaal bij de infanterie, graaf L. van Limburg Stirum, Dibbets en Dupont en daarnaast generaal-majoor Van Well, militair-gouverneur van de provincie Holland.
Dibbets kwam in september 1818 in zijn functie als inspecteur-generaal der infanterie te 's-Hertogenbosch aan, waar hij onder meer het aldaar in garnizoen zijnde regiment Zwitsers nummer 29 inspecteerde en grote vuurmanoeuvres op de heide aldaar bijwoonde. In 1823 was hij een van de deelnemers aan de stedelijke subcommissie voor weldadigheid voor de zuidelijke provincies; deze commissieleden doneerden ieder jaarlijks een bepaald bedrag om bedelarij tegen te gaan en verarmde huisgezinnen de mogelijkheid te bieden om tot een eerlijk bestaan terug te keren. Daarnaast was het de intentie van de commissie om de onbebouwde en schrale heidegronden om te vormen in vruchtbare akkers en gelukkige woonplaatsen.

#### Reorganisatie van de infanterie
In 1829 vond een reorganisatie der infanterie plaats en werd deze verdeeld in vier divisies; Dibbets werd benoemd tot commandant van de vierde divisie infanterie. De commandant van de eerste divisie was generaal G. M. Cort Heyligers, die van de tweede de hertog van Saksen-Weimar en de derde werd gecommandeerd door generaal D.J. de Eerens. Iedere divisie was onderverdeeld in twee brigades:
- de eerste brigade der eerste divisie werd gecommandeerd door generaal-majoor J.N. Everts
- de tweede brigade der eerste divisie werd gecommandeerd door kolonel J.P. Reuther
- de eerste brigade der tweede divisie werd gecommandeerd door generaal-majoor Favauge
- de tweede brigade der tweede divisie werd gecommandeerd door kolonel A.J.J. des Tombes
- de eerste brigade der derde divisie werd gecommandeerd door kolonel De Groot
- de tweede brigade der derde divisie werd gecommandeerd door generaal-majoor Goethals
- de eerste brigade der vierde divisie werd gecommandeerd door generaal-majoor baron Van Boecop
- de tweede brigade der vierde divisie werd gecommandeerd door kolonel F. Knotzer

In juli 1829 inspecteerde Dibbets, samen met de generaals Cort Heyligers, de hertog van Saksen-Weimar, De Eerens en Schuurman de opgestelde en aldus ingedeelde infanterietroepen.

#### Belgische opstand

##### Begin van de blokkade van Maastricht

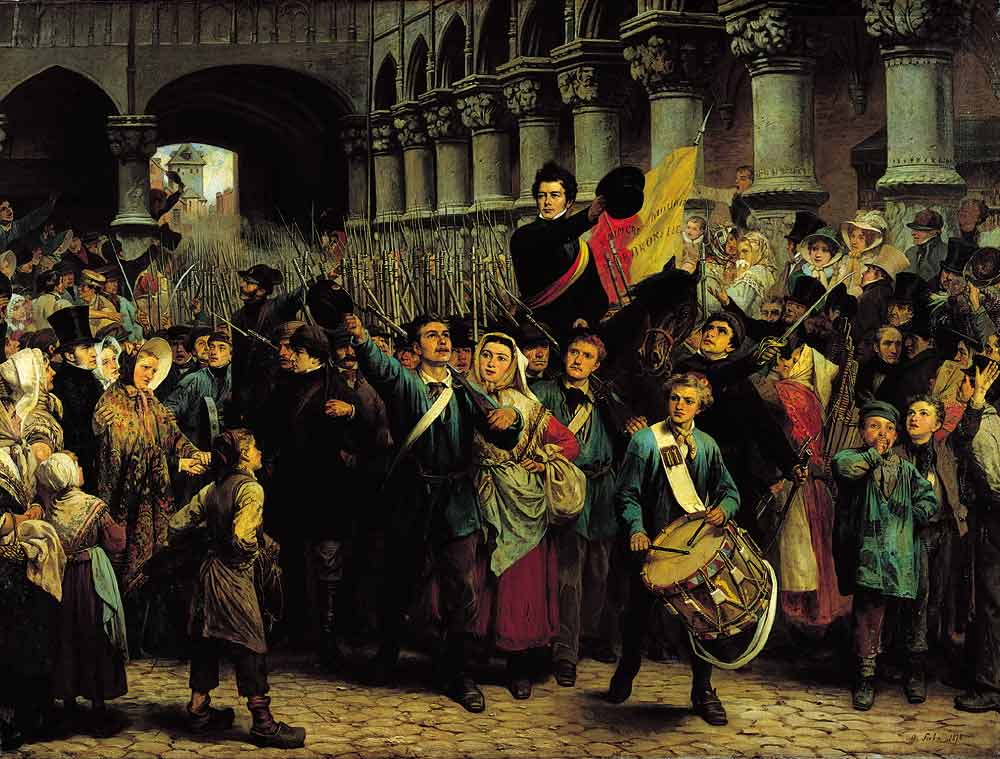
De Belgische Revolutie te Luik

Toen in augustus 1830 de Belgische Opstand uitbrak kreeg luitenant-generaal G.H. van Heldring eervol ontslag als chef van het vijfde commando en werd deze functie voorlopig opgedragen aan Dibbets, die daarnaast zijn functie als commandant over de vierde divisie behield. Dibbets gaf vervolgens aan alle Belgische officieren en soldaten de keuze om bij het Hollandse leger te blijven dienen of om naar huis terug te keren. In oktober werd te Maastricht door Dibbets en te Antwerpen door generaal D.H. Chassé het bevel van de kroonprins ontvangen om die vestingen uiterlijk op 4 november te ontruimen; dit bevel wekte bevreemding en Dibbets belegde direct een krijgsraad. Aldaar werd besloten zich direct tot de koning te wenden en diens bevelen te vragen, waarop Dibbets ervan uitging dat het bericht onjuist was.
De stad Maastricht werd toen door Dibbets in staat van beleg verklaard. Op 16 november hief hij de Dienstdoende Stadsschutterij op. Twee dagen later, tijdens de verjaardag van H.M. de koningin, vond in de stad een grote parade plaats, die met gejuich en leve de koning! beantwoord werd, en vervolgens gaf Dibbets een banket aan officieren en overlieden. In een onderschept rapport gedagtekend 22 november 1830 schreef hij onder meer dat de mobiele colonne, onder leiding van de hertog van Saksen-Weimar, de 21ste de stad was binnengerukt en dat de komst van deze troepen veel indruk had gemaakt. Verder dat volgens berichten de benden onder leiding van N.J. Daine Hasselt verlaten hadden en hijzelf naar Luik was gevlucht. Ook waren er aanwijzingen dat baron F. de Loë, die tot gouverneur van Limburg was benoemd, Hasselt verlaten had. Belangrijkste mededeling was echter dat er gezanten kwamen met een boodschap: zij kwamen om mij te vragen of ik de in Londen gesloten wapenstilstand wilde erkennen. Ik antwoordde dat ik geen overeenkomst erkende als mij die niet zelf door of in naam van Z.M. de koning der Nederlanden was medegedeeld. Dat het nutteloos was weer bij mij te komen omdat ik gezanten slechts als spionnen en verraders zou beschouwen. Ik voegde erbij dat hun aantocht tegen de vesting voor mij en mijn getrouwe soldaten een ware feestdag zou zijn en ik hen reeds lang verwacht had.
Bij deze brief zat een handgeschreven toevoeging waarin Dibbets meldde dat hij tijdens de ondertekening een conferentie met de hertog van Saksen-Weimar hield en Venlo in de loop van die week zo spoedig mogelijk wilde hernemen.

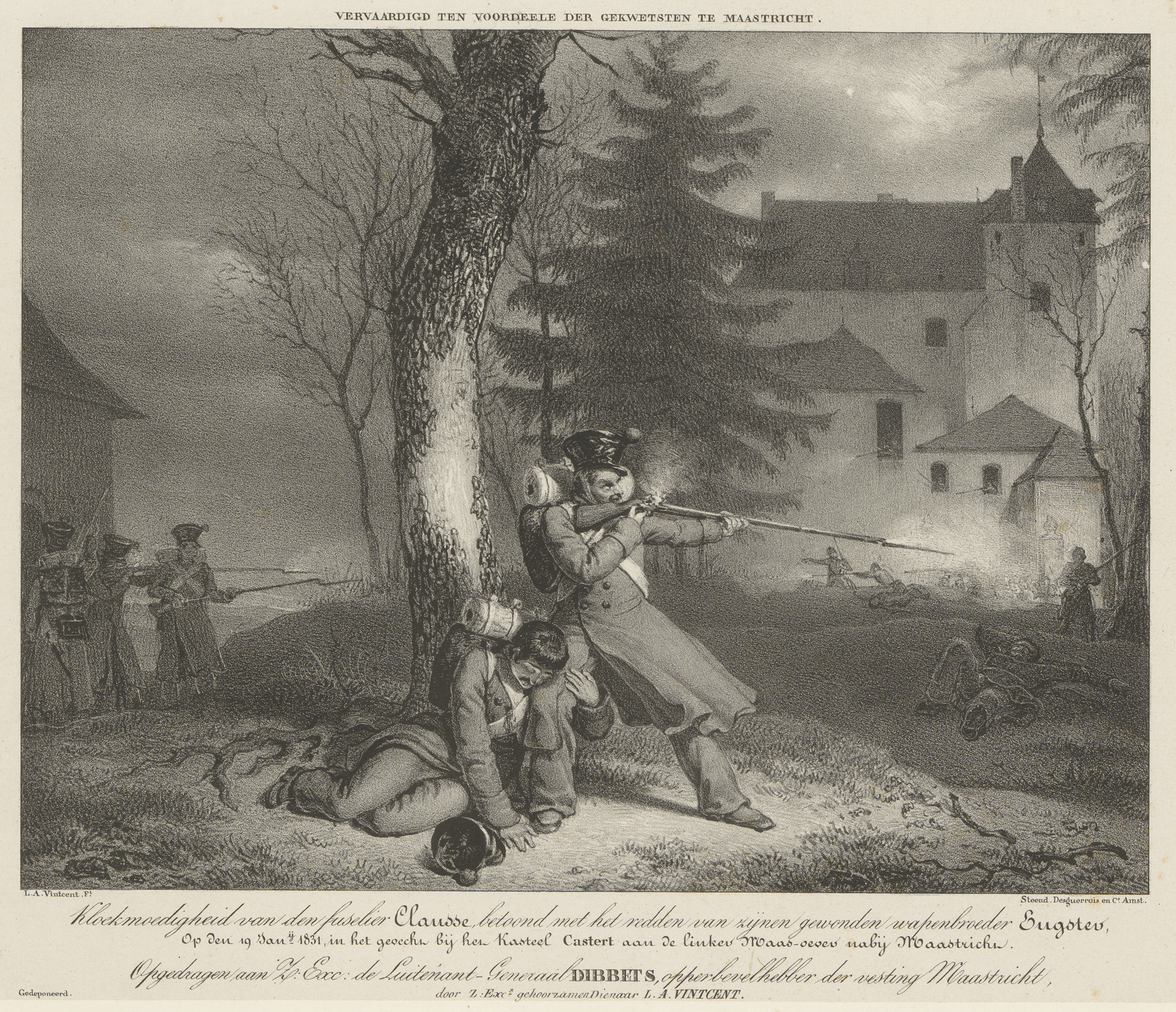
Verheerlijking van de heldhaftigheid van fuselier Clausse bij Caestert, 1831

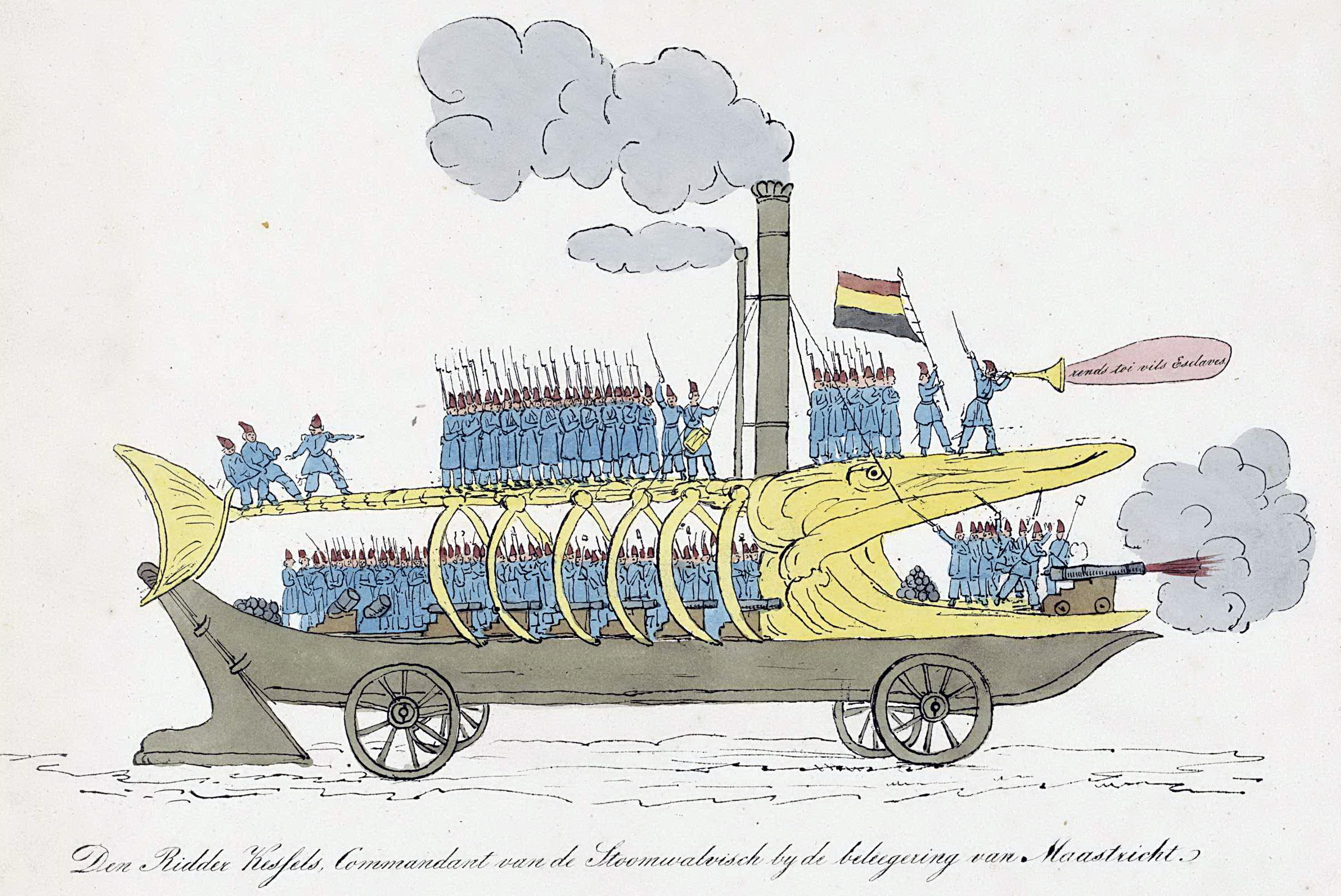
Spotprent op de schermutselingen rondom Maastricht, 1831

##### Grensgevechten en staat van beleg
Baron de Loë schreef Dibbets een brief, waarin hij meldde dat België werkelijk afgescheiden was van Holland en verder schreef hij dat hij nu tot gouverneur van Limburg was benoemd, dat hij geen andere zending had dan rust en orde te handhaven en vroeg aan Dibbets om hem toegang tot de bureaus der burgerlijke ambtenaren in Maastricht te verschaffen, daarbij voegend dat een man van eer en geweten nooit weigert wat met zijn plicht en geweten overeenkomen. Dibbets antwoordde daarop met de woorden: Ik erken geen ander gezag dan dat van de koning. Intussen had men alle maatregelen genomen tegen verraad van binnen en een aanval van buiten de vesting Maastricht en was Dibbets steeds bezig alles te verordenen wat de dienst van de vesting vereiste. Eind december 1830 schreef hij dat de opstandelingen, ongeacht de dan bestaande wapenstilstand, de vesting met een sterke macht naderden en er een gevecht was ontstaan (de 22ste december) tussen de troepen van kolonel Van Quadt en de opstandelingen op de weg naar Meerssen.
Dibbets zond op 23 februari 1831 een bericht waaruit bleek dat de Belgen de verbinding tussen Noord-Brabant en Aken bij voortduring hinderden en verder met name levensmiddelen, bestemd voor Maastricht, onderschepten. Onder zijn bestuur werd verdergegaan met de interne versterking van de vesting; de wandelplaats buiten de Onze-Lieve-Vrouwepoort werd in een exercitieplein omgebouwd en de twee bruggen over de Jeker, die naar de Sint Pieter leidden, werden afgebroken. Verder werd de vesting versterkt met 300 vuurmonden. Dibbets was intussen begin 1831 benoemd tot opperbevelhebber in het vijfde groot militair commando tevens van de vesting Maastricht. De belegering bleef intussen voortduren en Dibbets meldde in april 1831 dat een bende Belgische vrijwilligers zich had vertoond op een kwartier afstand van de stad nabij het kasteel Caestert. De nieuw gevormde Belgische regering kreeg omstreeks dezelfde tijd (17 april) van hem te horen dat zolang de vesting Maastricht in staat van beleg was het Belgische schepen niet toegestaan was door de stad te varen.

##### Einde van de blokkade
In de maanden juli en augustus 1831 was er een herleving van de strijdperikelen en bezetten troepen van generaal van Boecop, die uit Maastricht waren gerukt, de stad Tongeren; Dibbets schreef bij dagorder van 2 augustus aan de bezetting van Maastricht onder meer: Soldaten! De vijandelijkheden zijn vanaf nu hervat. Z.K.H. de prins van Oranje is aan het hoofd van het leger en over uw gedrag en in de vesting bewezen diensten heb ik meermalen mijn voldoening betuigd en ik vertrouw dat gij op ogenblikken als deze steeds op uw eer en roem prijs zult stellen. In september vond aan de Boom te Maastricht een uitwisseling van krijgsgevangenen plaats en begon er in Limburg een schaarste aan brandstof te heersen omdat Dibbets geen toestemming gaf voor de doortocht van Luikse steenkool. Inmiddels bleef de vesting Maastricht belegerd en ondernam Dibbets in juli 1832 actie om een deel van de ingangen van de Pietersberg te doen instorten om ook van die kant tegen invallen beschermd te zijn. Een maand later werd een overeenkomst gesloten tussen Dibbets en generaal Magnan, als gevolg waarvan de Belgische troepen rondom de vesting Maastricht aan weerszijden van de Maas op een afstand van 1.500 meter positie namen. Alle omringende gemeente binnen een straal van 3 mijl werden door een toereikende krijgsmacht afgezet. Op 21 mei 1833 werd te Londen een overeenkomst gesloten, waardoor vreemde vaartuigen, die de Schelde op of af zouden varen te Venlo vrije doortocht zouden hebben. Dibbets schreef in een brief dat deze vrije vaart voor de handel op de Maas door hem in werking was gesteld.
Na de bijeenkomst te Zonhoven op 18 november en het daar gesloten verdrag werd afgesproken dat de belegeringsmaatregelen van Dibbets zouden worden opgeheven. De overeenkomst werd namens Dibbets (opperbevelhebber van de stad Maastricht) en de hertog van Saksen-Weimar (commandant van de tweede divisie van het Nederlandse leger) getekend door de majoors F.B. von Gagern (chef van de staf van de tweede divisie) en Menso (commandant van het eerste bataljon der dertiende afdeling infanterie) en van Belgische zijde namens de Frans-Belgische generaal Hurel (commandant der eerste divisie van het Belgische leger) door kolonel J.P. Willmar (directeur der vestingwerken) en luitenant-kolonel Trumper (chef van de staf van de eerste divisie). De afspraken betroffen de vrije vaart van Belgische schepen op de Maas overeenkomstig de bepaling van 21 mei 1833 en het onbelemmerde en vrije contact tussen de vesting Maastricht en de grenzen van Noord-Brabant en Duitsland. Bij dagorder schreef Dibbets, naar aanleiding van de uitreiking van de Metalen Kruisen: door uw trouw en dapper gedrag heeft de aloude vesting Maastricht niet hoeven zwichten voor oproer en verraad. Het Metalen Kruis op uw borst zal tot op de rand van het graf een gedenkteken zijn dat u voor de rechten van koning en vaderland als dappere soldaten gestreden hebt.

### Dood van Dibbets en eerbewijzen
Dibbets werd bij Koninklijk Besluit van 27 november 1835 tot de Nederlandse adelstand verheven; dat was onder genot voor hem en zijn wettige afstammelingen van alle voorrechten die aan die stand waren verbonden en met de titel van baron, overgaande op zijn wettige mannelijke afstammelingen bij recht van eerstgeboorte. De gezondheidstoestand van Dibbets werd begin 1839 steeds bedenkelijker; hij leed onder een zeer onregelmatig verlopend ziekteproces ten gevolge van jicht, waardoor waterzucht ontstond en het commando van Maastricht moest worden overgedragen aan generaal-majoor van Boecop.

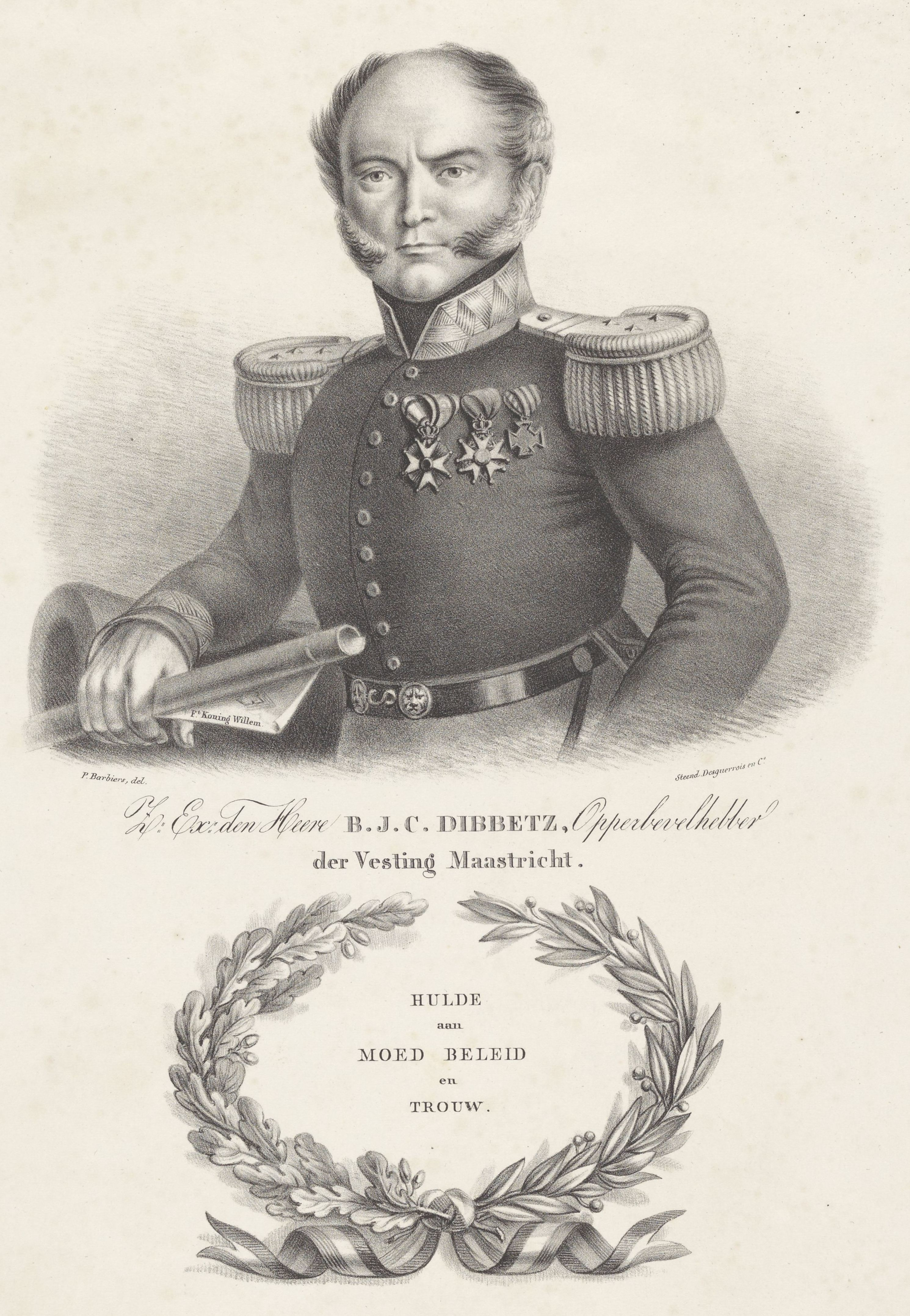
Dibbets met Militaire Willems-Orde

Dibbets overleed in de leeftijd van 56 jaar op 29 maart 1839. Het stoffelijk overschot werd overgebracht van de gewone begraafplaats bij de Tongerse Poort naar bastion C in de Nieuwe Bossche Fronten, alwaar het in een gemetseld graf weer werd begraven; de oudste zoon van de overledene, Eugène Alexandre Etienne baron Dibbets, adjunct-intendant van Oorlog en de heer Engelen, schepen der stad, vergezeld van vier marechaussees te paard, waren daarbij aanwezig. Genoemd bastion zou voortaan de naam dragen van Dibbets, als voortdurend aandenken aan zijn verdiensten en zijn aan het vaderland bewezen diensten. Dibbets werd in zijn functie als opperbevelhebber van de stad Maastricht opgevolgd door baron F.B.A.P. van der Capellen.
Na zijn dood schreven Veldwijk en Guye: Afbeelding en beschrijving der lijkstaatsie van wijlen Zijne Exellentie den Hoog Welgeboren Heer baron Dibbets, in leven luitenant-generaal, opperbevelhebber der vesting Maastricht, ... benevens de aanspraken aan het graf gehouden. De bedoelde afbeelding is hiernaast weergegeven.
De dichter Auguste Clavareau maakte, naar aanleiding van het overlijden van Dibbets, de volgende dichtregels:
Repose en paix, Dibbets! Oui, ton nom, d'âge en âge,
Sur l'abîme des temps survivra tout entier;
Le brave à ton tombeau vient porter un hommage,
Le peuple, un souvenier; la Patrie, un laurier!
Dibbets was ridder in de Militaire Willems-Orde derde klasse (1815), ridder in de Orde van de Unie (1807), lid van het Legioen van Eer (1813) en ridder in de Orde van de Reünie.

### Huwelijk en nakomelingschap

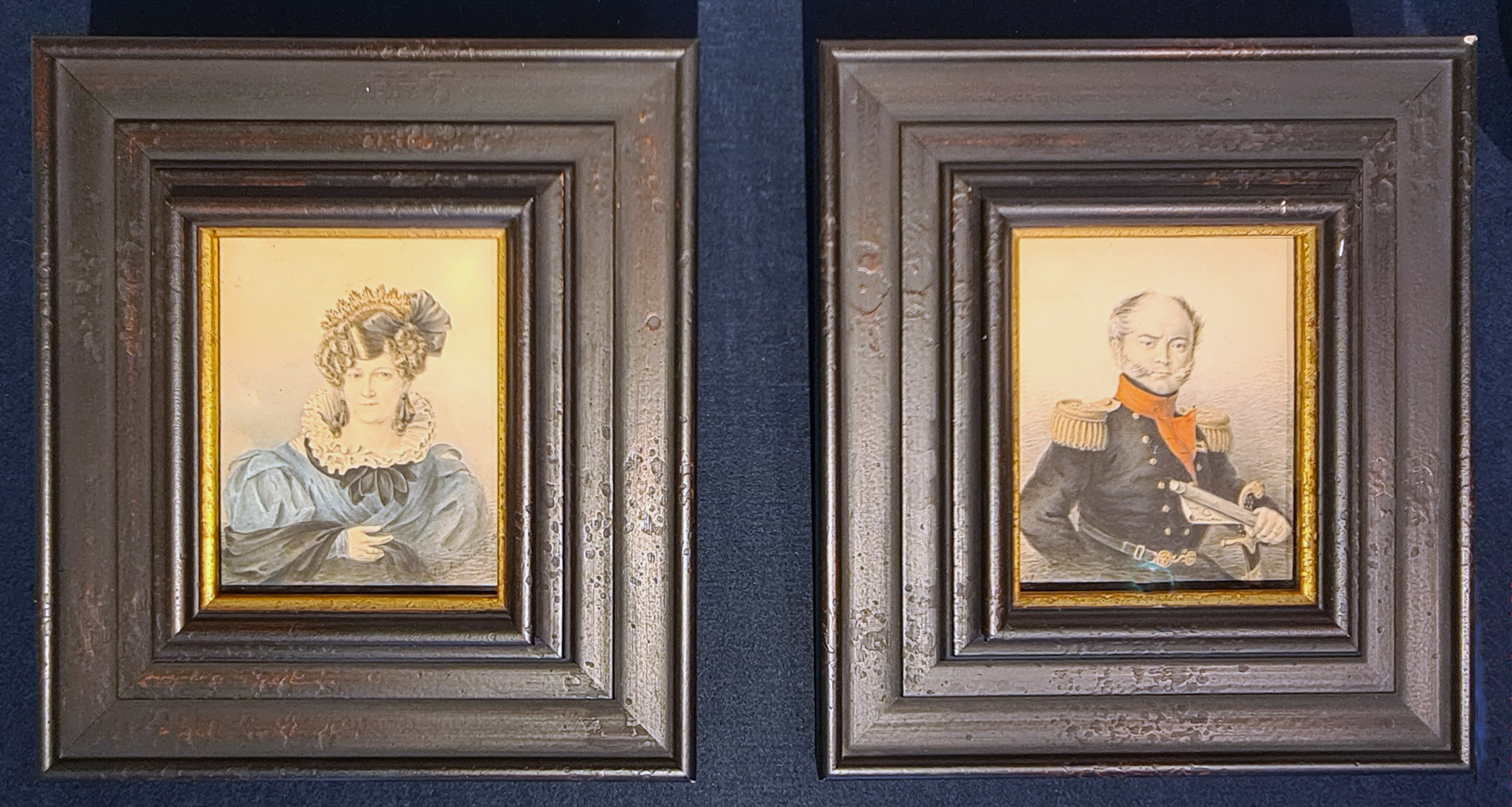
Dibbets en echtgenote, in 1832 geportretteerd door G.A. van Oosterhoudt

Bernardus Johannes Cornelis baron Dibbets trouwde op 4 januari 1809 te Apeldoorn met Julie Jeanette barones van Tengnagell, lid van het geslacht Van Tengnagell, dochter van de militair en bestuurder Johan Louis Thymon van Tengnagell (1755-1813) en Maria Elisabeth Cornelia van Dopff (1758-1831), een nakomelinge van Daniël van Dopff, die van 1713 tot 1718 gouverneur van Maastricht was. Het echtpaar kreeg zeven kinderen:
1. Jkvr. Zénobie Louise Dibbets (1810-1878); trouwde in 1832 met jhr. mr. Henri Ernest van Panhuys (1801-1848), kleinzoon van Willem Hendrik van Panhuys, heer van Haeren, procureur-generaal Provinciaal Hof van Limburg
2. Eugène Alexandre Etienne baron Dibbets (1812-1874), kolonel titulair, commandeur in de Orde van de Eikenkroon
3. Jkvr. Idaline Gérardine Dibbets (1814-1890), gehuwd met Philippe Henri Marcella (1808-1877), luitenant-kolonel Koninklijke Marechaussée. Tot hun nakomelingen behoren o.a. de schrijver Henri Borel (1869-1933) en de acteur Louis Borel (1905-1973)
4. Jkvr. Bernardine Julie Louise Dibbets (1817-1884), gehuwd met Pieter Hendrik van der Kemp (1801-1867), luitenant-kolonel
5. mr. Frederik Willem Karel baron Dibbets (1820-1917), rechter-plaatsvervanger Rechtbank Maastricht, griffier provinciaal Hof van Limburg[36]
6. Jhr. Jules Bernard Auguste Dibbets (1821-1865), 1e luitenant dragonders
7. Jhr. mr. Edouard Auguste Jean Didier Dibbets (1824-1892), resident van Banka, Nederlands-Indië

## Nalatenschap
Na zijn dood werd verschillend gedacht over de verdiensten van Dibbets: door sommigen werd hij decennialang gezien als een halsstarrige 'Hollandse' generaal die Maastricht koste wat kost voor Nederland wilde behouden. De laatste tijd is er sprake van een voorzichtige rehabilitatie. In Maastricht was het lange tijd onmogelijk om een straat naar hem te vernoemen; in 2019 gebeurde dat toch met een plantsoen op de kop van de Boschstraat (waar ooit zijn grafmonument had gestaan - zie hieronder): het Baron Dibbetspark, onderdeel van het Frontenpark. In Eindhoven is een Generaal Dibbetslaan; in Den Haag een Dibbetsstraat (in het Regentessekwartier).

### Publicaties
Dibbets schreef in 1815 het boekje Reglement op de exercitien van de infanterie, ingerigt voor het theoretisch onderwijs bij de korpsen, geapprobeerd door Zijne Majesteit den Koning, en onder Hoogstderzelver agreatie uitgegeven, ten voordeele van de weduwen- en weezen-kas der armee (heruitgave in 1837).

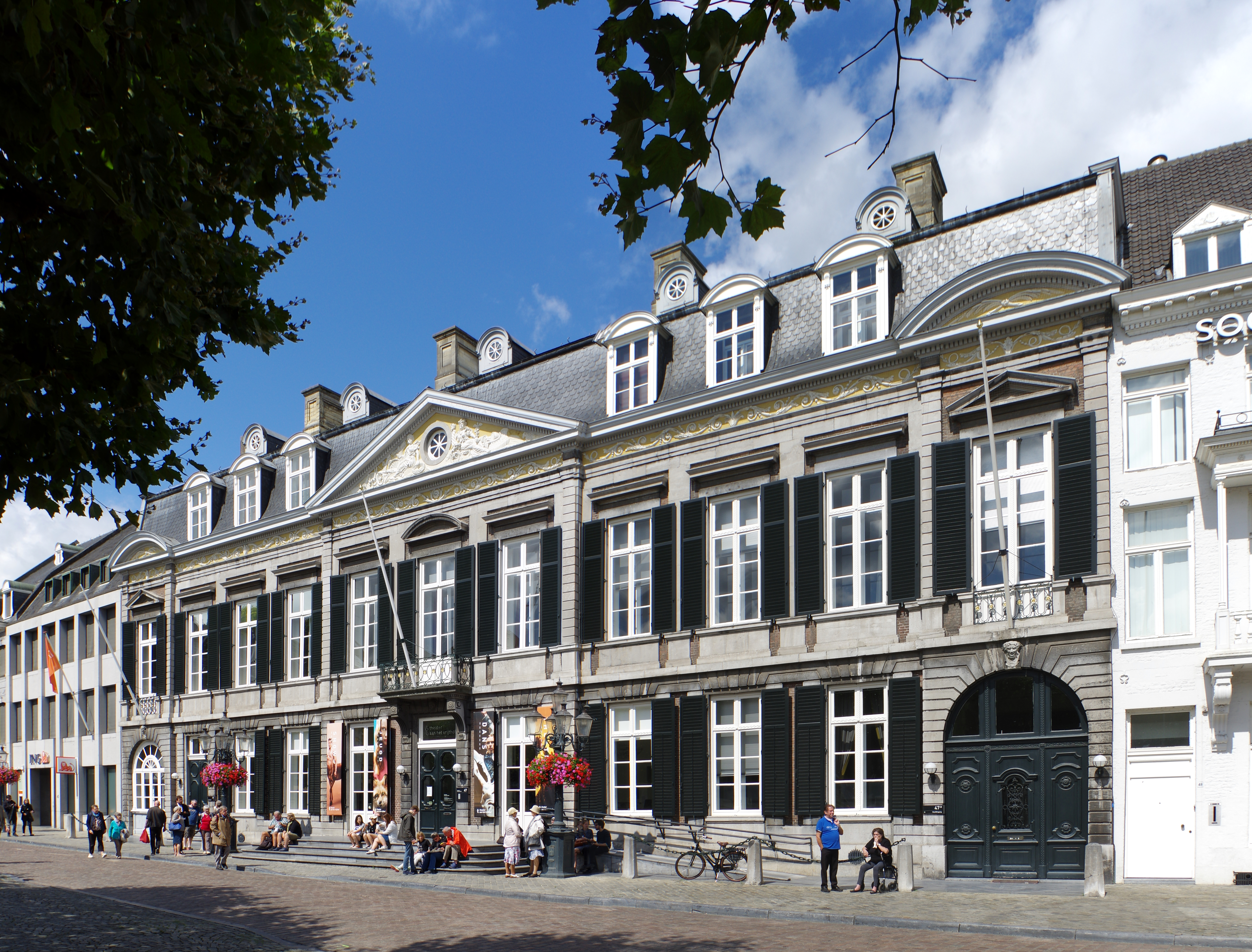
Het Generaalshuis, Dibbets' woonhuis aan het Vrijthof in Maastricht

### Bouwwerken
Tijdens het bewind van Dibbets in Maastricht werden de vestingwerken van Maastricht goed onderhouden, maar niet verder uitgebouwd. Het Generaalshuis op het Vrijthof te Maastricht is zo genoemd naar generaal Dibbets en zijn opvolgers, de generaals F.B.A.P. van der Capellen en A.J.J. Des Tombe, die er alle drie woonden. Dibbets kocht het grote stadspaleis in neoclassicistische stijl in 1825 voor 35.640 gulden van de rijke handelaar De Ceuleneer, die het in 1804 had laten bouwen.

### Cenotaaf en naamsteen

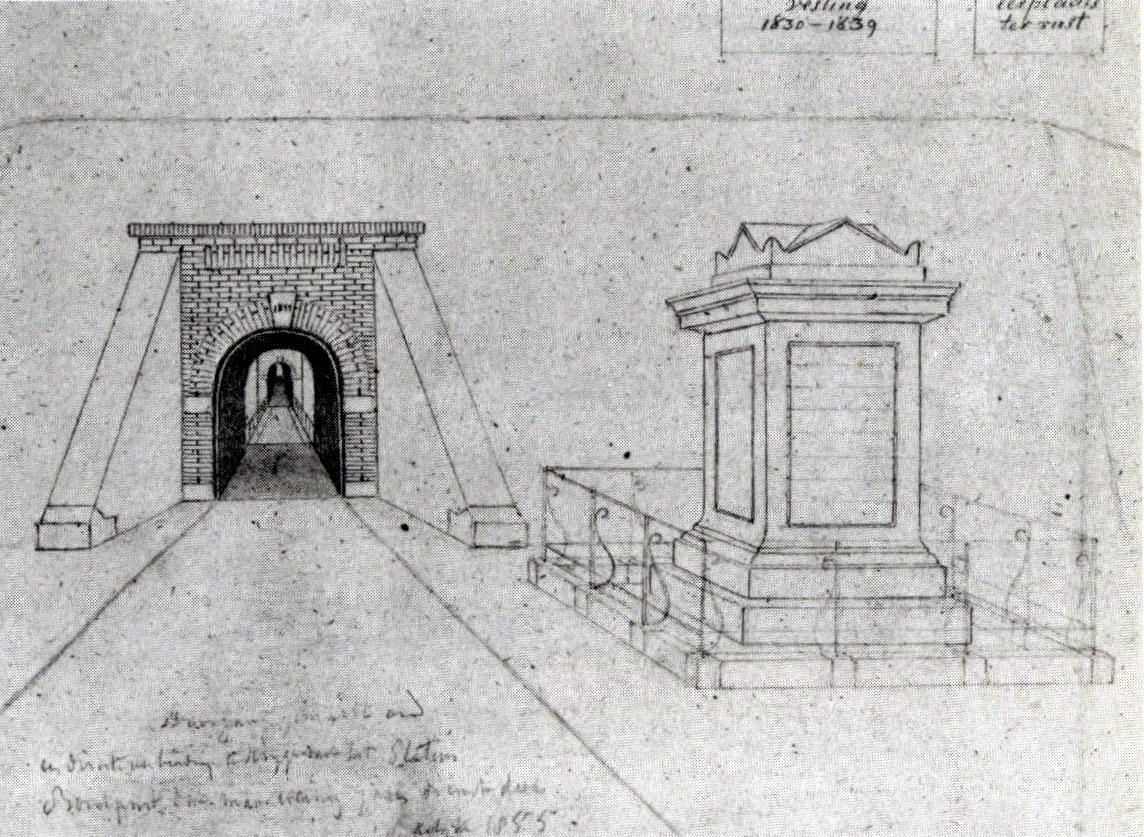
De cenotaaf bij de Boschpoort, ca. 1860

Koning Willem I gaf toestemming Dibbets te begraven in bastion C van de vesting. Het grafmonument werd door zijn erfgenamen betaald en niet door de koning, wat men uit de tekst op het monument zou kunnen opmaken (rekening aanwezig in archief HCL). In april 1841 werd het grafmonument plechtig onthuld op het tot bastion Dibbets omgedoopte bastion C nabij de Boschpoort. Daarbij waren onder meer de staatsraad gouverneur, generaal-majoor J.Th. Serraris, burgemeester H. Nierstrasz en vele andere hooggeplaatste personen aanwezig. De heer P.H. van der Kemp, kapitein der genie en schoonzoon van wijlen generaal Dibbets hield daarbij een toespraak. Het monument is door ene Le Compte vervaardigd uit gietijzer. Het is 10 tot 12 voet hoog en is met een ijzeren hek omgeven. Op alle vier zijden staat een tekst in gouden letters:
- Op de voorzijde: "Baron Dibbets, opperbevelhebber dezer vesting (1830-1839)";
- Op de achterzijde: "Overleden de 29ste maart 1839 in de ouderdom van 56 jaar";
- Op de linkerzijde: "De koning schonk hem deze ereplaats ter rust";
- Op de rechterzijde: "Hulde van echtgenote en kinderen".[40]

Het monument was oorspronkelijk bedoeld als grafmonument, opgericht boven het daadwerkelijke graf van Dibbets. De tekst wijst hierop en in 1873 zou bij de sloop van het bastion de kist met zijn gebeente nog zijn aangetroffen. In 1927 werd het monument verplaatst naar de Tapijnkazerne. Daarbij werd het graf van Dibbets niet aangetroffen. Ook bij de aanleg van de Noorderbrug ter plekke (1981-1984) en bij het verleggen van de aanlanding van deze brug (2013-2018), is vergeefs gezocht naar Dibbets' stoffelijk overschot. Bij dit laatste onderzoek was de uitkomst te voorspellen, aangezien niet dieper gegraven mocht worden dan twee meter. Volgens bewaard gebleven documenten was Dibbets echter in een diep graf begraven. Naderhand werd de omgeving nog eens twee meter opgehoogd. Het graf werd uiteraard niet gevonden. Aangenomen mag worden dat Dibbets nog steeds begraven ligt op de oorspronkelijke plek in bastion Dibbets, het voormalige bastion C, thans onderdeel van het Baron Dibbetspark. Het huidige monument aan de Prins Bisschopsingel, op het terrein van de voormalige Tapijnkazerne, is daarom een cenotaaf, een grafloos monument. Het monument is sinds 1966 een rijksmonument.
Op 15 mei 2006 werd op de oorspronkelijke plek van het graf een naamsteen ter ere van Dibbets onthuld. De onthulling van de hardstenen gedenkplaat vond plaats door burgemeester Gerd Leers en de schrijver Geert Mak. De naamsteen was destijds ingemetseld in het plaveisel van het talud van de Bosscherweg, te midden van het razende verkeer dat gebruik maakte van de op- en afritten van de Noorderbrug. Na de sloop van de oprit (de "krul") werd hier het Baron Dibbetspark aangelegd, onderdeel van het Frontenpark. De naamsteen is daarbij tegen een kunstmatige aarden wal geplaatst, die het midden houdt tussen een vestingwerk en een grafheuvel.

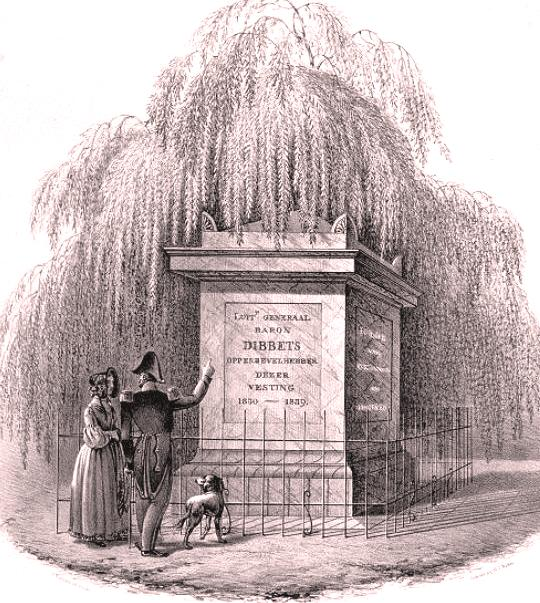
Dibbets' cenotaaf in het midden van de 19e eeuw
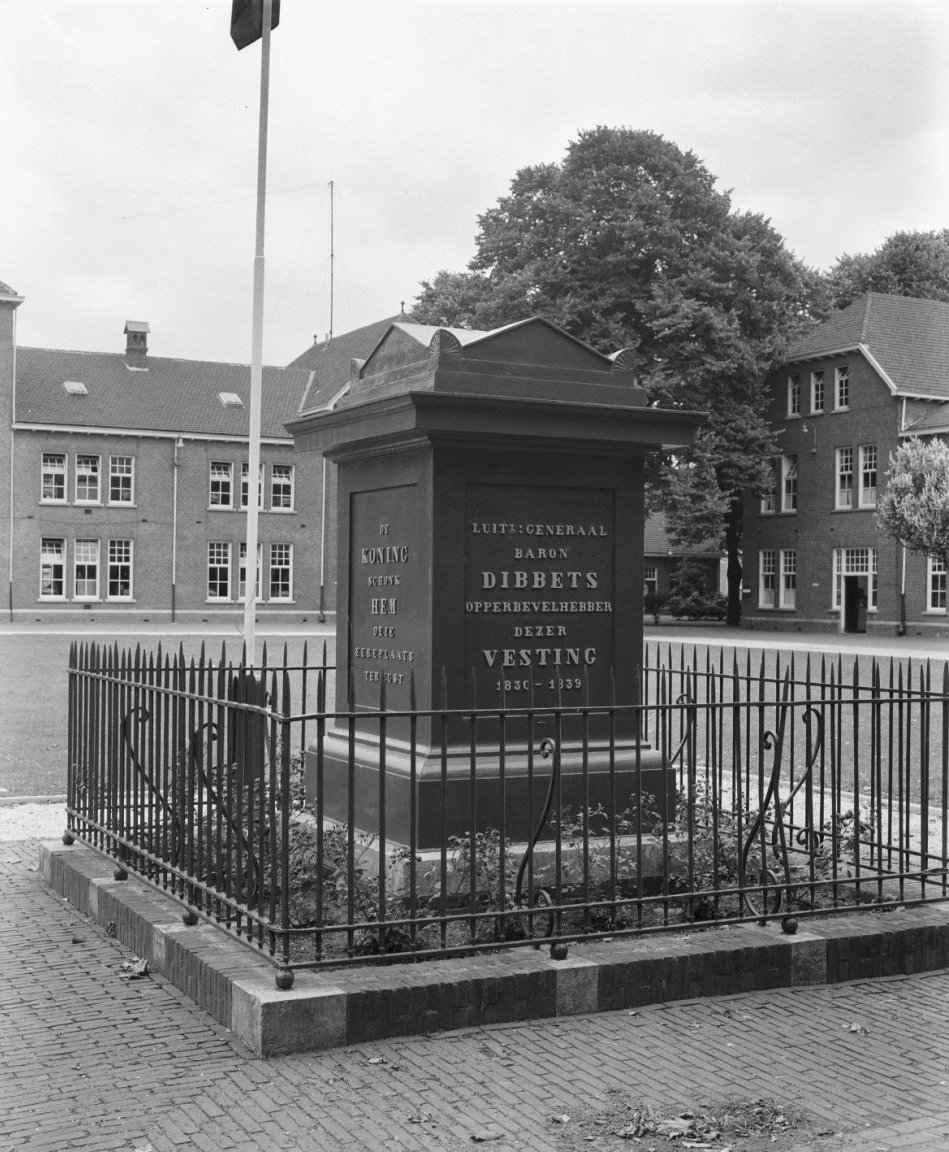
De cenotaaf bij de Tapijnkazerne in 1962
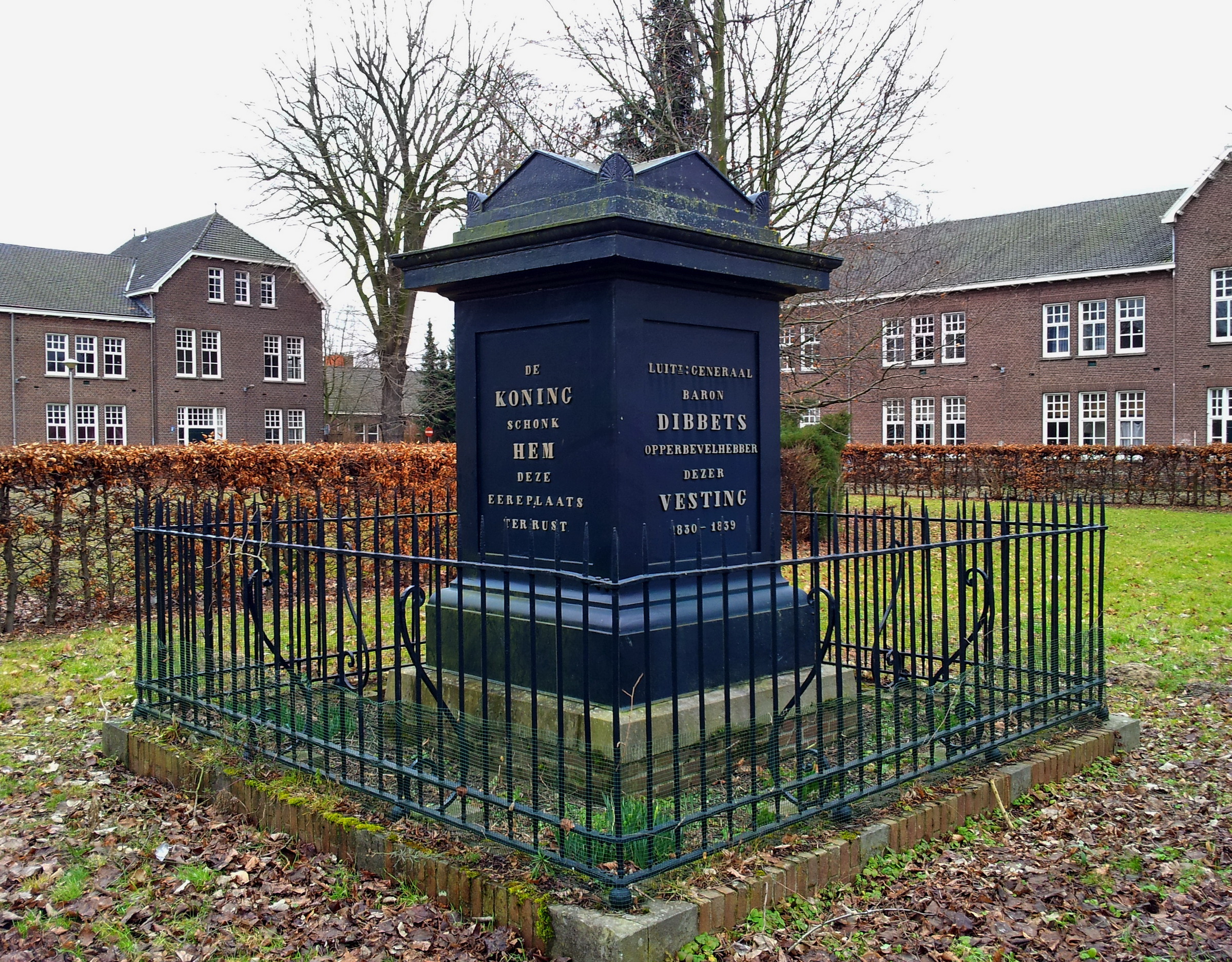
De cenotaaf in 2015
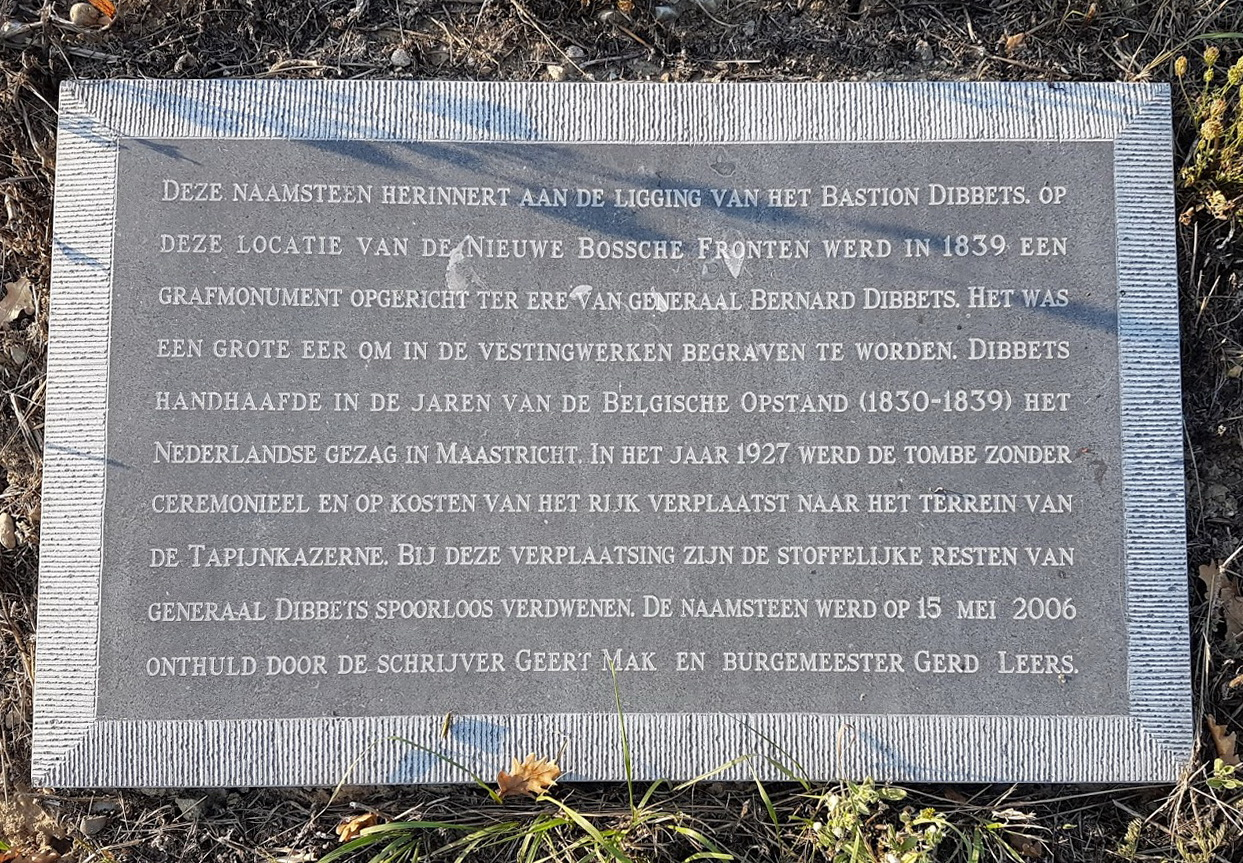
Naamsteen in het Baron Dibbetspark, 2020